# Engelbert Schmidhuber
Engelbert Schmidhuber (* 13. Oktober 1916; † 20./21. Jahrhundert) war ein deutscher Fußballspieler.

## Karriere
Schmidhuber gehörte dem TSV 1860 München als Stürmer an, für den er in der Gauliga Bayern Punktspiele bestritt. Die Saison 1940/41 schloss er mit seiner Mannschaft als Gaumeister Bayern ab und nahm infolgedessen an der Endrunde um die Deutsche Meisterschaft teil. Dabei kam er in einem Gruppenspiel am 11. Mai 1941 gegen die Stuttgarter Kickers (2:1) zum Einsatz. 
Während seiner Vereinszugehörigkeit bestritt er neun Spiele im Wettbewerb um den nationalen Vereinspokal, darunter am 15. November 1942 das im Berliner Olympiastadion vor 80.000 Zuschauern gegen den FC Schalke 04 ausgetragene Finale. Dabei traf er in der 88. Minute zum 2:0-Endstand.
Nach dem Ende des Zweiten Weltkriegs spielte er für 1860 in der Oberliga Süd, dabei qualifizierte er sich mit dem Team als Zweitplatzierter der Saison 1947/48 erneut für die Endrunde um die Deutsche Meisterschaft. Sein einziges Spiel bestritt er am 18. Juli 1948 bei der 1:5-Niederlage im Viertelfinale beim 1. FC Kaiserslautern.

## Erfolge
- Tschammerpokal-Sieger 1942
- Gaumeister Bayern 1941